# Prozess Standard Offset
Der ProzessStandard Offsetdruck (PSO) ist Der Leitfaden für die professionelle Druckproduktion und beschreibt die industrielle und standardisierte Produktion von Drucksachen, insbesondere im Offsetdruckverfahren. Durch den PSO soll die Produktion im Offsetdruck von der Datenerzeugung bis zum Druckergebnis qualitativ abgesichert werden. Seit 2004 ist die ISO-Norm ISO 12647-2 im ProzessStandard Offsetdruck verankert. Die derzeit gültige Ausgabe des Handbuchs wurde im Jahr 2013 veröffentlicht und aus gegebenem Anlass um eine 56-seitige Revision 2016 zu den veränderten Standard-Druckbedingungen und technischen Rahmenbedingungen ergänzt.
Genormt wurden zum Beispiel
- Farbe von Cyan, Magenta, Gelb und Schwarz (CMYK) auf bestimmten Papieren bei einer bestimmten Beleuchtung
- Farbe des Papiers bei einer bestimmten Beleuchtung
- Anforderungen an Vorlagen (Prüfdrucke, Proofs), die nebst dem Bild auch einen Medienkeil enthalten müssen
- Tonwertzunahme
- maximale Tonwertsumme

Um standardisiert zu produzieren, werden Umrechnungsverfahren angeboten (ICC-Profile). Um die Einhaltung des Standards zu messen, gibt es Prüfmittel (wie z. B. den Medienkeil) sowie Messtechnik (spektral und densitometrisch). Ferner definiert der PSO die Messverfahren, also wie Proben genommen und gemessen werden. Die Vereinbarung von Toleranzen bleibt den Anwendern überlassen, weil nicht jede Vorlage gleich gut reproduzierbar ist.

## Herkunft
Der ProzessStandard Offsetdruck wurde unter diesem Namen erstmals im Oktober 2001 vom Bundesverband Druck und Medien (bvdm) als Handbuch veröffentlicht. Eine erweiterte, vollständig überarbeitete Ausgabe wurde im Oktober 2012 herausgegeben. Vorläufer dieser Veröffentlichungen waren verschiedene Ausgaben von Handbüchern zur „Standardisierung des Offsetdruckverfahrens“ seit 1981. Ergebnisse und Methoden zur Prozesskontrolle des Offsetdrucks aus diesen Veröffentlichungen sind in die ISO-Normung eingeflossen. 1996 erschien die ISO 12647-2 Norm erstmals. Die zweite Ausgabe erfolgte 2004, ein Amendment dazu 2007. Eine dritte, aktualisierte Ausgabe der Norm ISO 12647-2 erfolgte Ende 2013. Neben der Norm ISO 12647-2 zur Prozesskontrolle im Offsetdruck sind weitere ISO-Normen wie die ISO 2846-1 (Offsetdruckfarben) oder ISO 12647-7 (digitaler Prüfdruck) von Bedeutung für die Standardisierung des gesamten Produktionsprozesses. Diese Normen bzw. deren Anwendung sind im Handbuch ProzessStandard Offsetdruck ausführlich dokumentiert. Hinter dem ProzessStandard Offsetdruck (PSO) stehen die Verbände der Druck- und Medienindustrie in Deutschland (bvdm), in der Schweiz und in Österreich zusammen mit den Forschungsinstituten Fogra und Ugra.

## Ziele
In der Druckindustrie hat die Arbeitsteilung enorm zugenommen. Digitale Druckdaten werden zumeist nicht dort erstellt, wo sie gedruckt werden. Kunden vergeben Aufträge an verschiedene Druck- und Medienunternehmen. In diesem dezentralen Herstellungsprozess ist eine homogene Vorgehensweise bei der Qualitätssicherung an jeder Bearbeitungsstelle vonnöten.
So muss beispielsweise die Tonwertzunahme bereits bei der Farbseparation einberechnet werden, also noch vor der Rasterung. Dazu braucht es Wissen, wie sich Farben als Substanz gegenseitig beeinflussen, wenn eine Farbe bereits gedruckt ist und eine weitere im noch feuchten Zustand darübergedruckt wird. Man versucht also, mittels Standardisierung (Klassifizierung) der Materialeigenschaften die Produktionsprozesse wiederholbar zu machen. Ziel ist, den arbeitsteiligen Produktionsprozess im Offsetdruck so effizient wie möglich zu gestalten und gleichzeitig dafür zu sorgen, dass Zwischen- und Endergebnisse eine vorhersehbare Farbgebung erhalten.